# آزوریت اف‌دی‌پی‌اس‌او
آزوریت اف‌دی‌پی‌اس‌او (به انگلیسی: Azurite FDPSO) یک کشتی است که طول آن ۳۲۲٫۲۲ متر (۱٬۰۵۷ فوت ۲ اینچ) می‌باشد. این کشتی در سال ۱۹۸۸ ساخته شد.